# Stagione di college football 1907
La Stagione di college football 1907 fu la trentanovesima stagione di college football negli Stati Uniti.
La stagione riporta l'esordio di 37 scuole statunitensi, nessuna attualmente in Division I FBS. Iniziò le operazioni la allora Missouri Valley Intercollegiate Athletic Association (MVIAA) poi diventata Big Eight.

## Regolamento
Il regolamento venne mantenuto identico a quello dell'anno prima:
- Campo di 110 yard
- Kickoff effettuato da centrocampo
- Tre down per guadagnare dieci yard
- Il touchdown assegnava 5 punti
- Il field goalassegnava 4 punti
- Passaggio in avanti legale, ma soggetto a penalizzazioni

Il passaggio in avanti si fece strada nel playbook delle squadre, tuttavia a causa della penalizzazione di 15 yard in caso di incompleto e del limitato uso che se ne fece, rimase tema di discussione, ivi compresa la sua abolizione. Il nuovo regolamento segnò un calo degli incidenti di gioco, non si contarono deceduti nelle gare tra i principali college, mentre il computo totale sull'intero territorio nazionale fu di undici vittime, di cui nove in gare di High School.

## Eventi principali
Diverse squadre si presentarono ai nastri di partenza per completare la stagione imbattute, tra queste ovviamente Princeton e Yale che avevano completato la stagione 1906 imbattute ed avevano impattato 0-0 nello scontro diretto. Assieme a loro vi erano altre scuole ch poi si sarebbero costituite nella Ivy League: Harvard e Pennsylvania. Allo stesso modo altre compagini al di fuori di queste quattro storiche, puntavano in alto: la United States Naval Academy e la Carlisle Indian School allenata da Glenn Scobey "Pop" Warner con la star Jim Thorpe in campo. A sud, Vanderbilt e la University of the South Sewanee Tigers nella Southern Intercollegiate Athletic Association (SIAA) erano le più accreditate per la vittoria finale assieme a Georgia Tech allenata da John Heisman). Infine nella Western Conference ci si aspettava come campioni la University of Chicago, dopo l'uscita dalla conference di Michigan.
Yale aprì la sua stagione mercoledì 2 ottobre battendo 25-0 Wesleyan. Lo stesso giorno Harvard sconfisse Maine 30-0, Navy 26-0 su St. John's College of Maryland, Pennsylvania 16-0 su Villanova, e Carlisle 91-0 Susquehanna. Tre giorni dopo la United States Military Academy (Army) aprì la stagione battendo 23-0 Franklin & Marshall.
Il 9 ottobre con la vittoria su Holy Cross 52-0, Yale chiuse un tour de force di quattro gare vinte in 12 giorni. Pennsylvania sconfisse Franklin & Marshall 57-0 e Swarthmore 16-8, andando 5-0-0. Vanderbilt e Navy impattarono in un pareggio 6-6. Il 19 ottobre fu la volta di Yale che si fermò sul pareggio 0-0 contro Army to a 0-0 a West Point to "precipitando" a 4-0-1, ma il risultato più interessante venne il 26 ottobre quando a Philadelphia, Carlisle (6-0-0) batté Pennsylvania (7-0-0) 26-6 davanti a circa 20.000 persone. e nello stesso tempo Princeton subì la prima sconfitta stagionale 6-5 a Cornell.
Il 2 novembre la Carlisle (7-0-0) fu sorprendentemente sconfitta da Princeton (5-1-0) al Polo Grounds di New York grazie a tre touchdown ed un punto addizionale sotto la pioggia. Pennsylvania batté Lafayette a Philadelphia 15-0 estendendo il record a 8-1-0.
Il 9 novembre, Harvard (7-0-0) chiuse in vantaggio 12-9 il primo tempo contro Carlisle (7-1-0) davanti a circa 20.000 spettatori, ma cadde 23-15 soprattutto grazie ad un touchdown del quarterback di Carlisle, Frank Mount Pleasant, da 85 yards Navy subì la seconda sconfitta 18-0 da Swarthmore, ed Army subì la prima, battuta 14-10 dalla Cornell. Nell'ottava vittoria senza subire punti di Yale, 22-0 su Brown, Ted Jones riportò un punt di 90 yard per il primo dei tre touchdown segnati nel secondo tempo. Sewanee batté Georgia Tech ad Atlanta, 18-0, e sconfisse due giorni dopo anche Georgia ad Athens, 16-0, portando il suo record a 8-0-0. Pennsylvania infine batté in casa Penn State 28-0 raggiungendo il traguardo di 9 vittorie e una sconfitta.
Il 16 novembre fu il turno del "classico": Yale (7-0-1) ospitò Princeton (7-1-0) davanti a 35.000 persone a New Haven. I Bulldogs rischiarono la prima sconfitta stagionale andando al riposo sotto di 10-0 con un punt bloccato ed un field goal. Nel secondo tempo, Ted Coy segnò i due touchdown che permisero a Yale il sorpasso 12-10. Lo stesso giorno, Pennsylvania (9-1-0) salì al Ferry Field di Ann Arbor dove davanti a 18.000 persone inflisse la prima sconfitta casalinga della storia di Michigan (5-0-0) segnando l'unica meta con un recupero di un on side kick, 6-0.. Nel frattempo Carlisle salì 9-1-0 con la vittoria 12-10 su Minnesota.
Il 23 novembre Yale infine batté Harvard dopo che i Crimson fallirono due field goal nel primo tempo, un touchdown di Coy per tempo e la gara terminò 12-0 permettendo ai Bulldogs di terminare la stagione imbattuti 9-0-1. Sewanee, (8-0-0) fu sorprendentemente sconfitta a Nashville da Vanderbilt 17-12, mentre Carlisle batté a domicilio la University of Chicago, già campione della Western Conference, 18-4 davanti a 27.000 spettatori. Infine per il Thanksgiving Day, 28 novembre, al St. Louis University sconfisse nettamente Nebraska 34-0 allo Sportsman's Park.

## Conference e vincitori
| Conference                                           | Scuola                   | Conf. V-S-P | Totale V-S-P |
| ---------------------------------------------------- | ------------------------ | ----------- | ------------ |
| Colorado Football Association                        | Colorado School of Mines | 5 - 1       | 5 - 1        |
| Maine Intercollegiate Athletic Association           | Bowdoin                  | 3 - 0       | 4 - 5        |
| Michigan Intercollegiate Athletic Association        | Olivet                   | 5 - 1       | 7 - 2        |
| Southern Intercollegiate Athletic Association        | Vanderbilt               | 4 - 0       | 8 - 1        |
| Western Conference                                   | University of Chicago    | 4 - 0       | 4 - 1        |
| Ohio Athletic Conference                             | Western Reserve          | 5 - 1       | 9 - 1        |
| Missouri Valley Intercollegiate Athletic Association | Iowa                     | 1 - 0       | 3 - 2        |
| Missouri Valley Intercollegiate Athletic Association | Nebraska                 | 1 - 0       | 8 - 2        |
| South Atlantic Intercollegiate Athletic Association  | North Carolina state     | 5 - 0       | 6 - 0 - 1    |

## Campioni nazionali
| 1907 | Yale | 9–0–1 | William F. Knox | BR, CW, HAF, HS, NCF, PD |